# Emperador Wen de Sui
Yang Jian (楊堅), más conocido bajo su nombre templario, Suì Wendí (隋文帝) (21 de julio de 541 - 13 de agosto de 604), fue el fundador de la efímera dinastía Suí (隋), la cual consiguió reunificar todos los antiguos territorios sometidos a la dinastía Hàn (exceptuando la Cuenca del Tarim), desde que esta última cayese fragmentada en diferentes dominios regionales en el siglo II d. C..
Se desconoce hasta cierto punto la filiación real del insigne fundador de los Suí, habida cuenta de que los datos más inmediatos nacen de la biografía redactada en el Suí Shū (隋書), aunque según esta última, destaca su nacimiento en el seno de una familia de cierto renombre en el norte, justo en el período en el que aún se mantenía la lucha de poder entre las partes enfrentadas de la otrora poderosa dinastía Běi Wèi (北魏) en el marco de las Dinastías meridionales y septentrionales. Con ello, esta nueva época de conflicto, beneficiaba la ascensión de diversas familias y la oportunidad para una promoción venturosa en algunos de los vástagos de las mismas. Fruto de esta situación anómala e indecisa, Yang Jian y su familia, trataron de escalar posiciones primero durante la época de gobierno Xī Wèi (西魏, entre el 536-556) y posteriormente, bajo el mandato de los Yǔwén (宇文) y su dinastía proclamada: Zhou del Norte, o Běi Zhōu (北周, entre el 557-581).
El éxito inesperado del clan de los Yǔwén en la conquista del este (577), a priori la parte más débil en la pugna por el control del norte, trató de cimentarse progresivamente con el gobierno de Yǔwén Yōng (宇文邕), fortalecido por los éxitos recientes. Su política a seguir, venía marcada de entrada por otorgar una destacada cohesión al estado, cuidando los aspectos religiosos y rebajando la tensión que había dominado prácticamente todo su mandato. Sin embargo, la intención del sensato emperador, no llegaría a cristalizarse habida cuenta su muerte temprana (578) y la ascensión de su pusilánime hijo, Yǔwén Yūn (宇文贇), quien acabó siendo influenciado por la corte y algunos de los colaboradores de su padre, entre ellos el propio Yang Jian. Por otra parte, la nefasta atención del emperador a sus deberes hacia el estado, el constante hostigamiento hacia los miembros de su familia (obsesionado con algún golpe de Estado o deslealtad), terminó por decantar progresivamente a un sector del gobierno en su contra, naciendo de este sentimiento una estrategia de cara a derrocar al legítimo soberano. Un plan que se aceleró con la inesperada delegación de poderes en torno a su hijo, Yǔwén Yǎn (宇文衍), quien únicamente en teoría fue proclamado como emperador, mientras que su padre, seguía manteniendo el poder desde su retiro. Esta delegación de poder, la mala imagen ante sus súbditos y las facciones internas contrarias hacia su régimen, facilitaron que el jefe de la guardia imperial, Yang Jian, lograse atraerse al joven e inexperto emperador, hasta darse ya en el 581, un golpe de Estado incruento y hacerse con el poder, proclamando el inicio de una nueva dinastía.
Desde el inicio de la misma, Yang Jian mantuvo siempre en mente la construcción de un estado fuerte y centralizado, alzando a Chang'an (長安), como la capital de la nueva dinastía. Entre las novedades impuestas en su mandato, se instauró una sustitución progresiva de las familias nobles y con poder hereditario, a favor de una casta de oficiales elevados y trasladados entre diferentes regiones del estado (evitando así la temida corrupción provinciana y facilitando la meritocracia). Con el paso de los años, estos planes y cimientos estatales, consiguieron respaldar su reciente dominio, hasta llegar a conseguir lo que ninguna otra dinastía norteña había logrado antes: la conquista del sur de China, aniquilando en el 589 a la última dinastía sureña, la dinastía Chén (陳).
Al mismo tiempo, evitó cautelosamente cualquier campaña costosa o problemática contra las hordas nómadas de los köktürk (𐱅𐰇𐰼𐰰:𐰜𐰇𐰛), que ya intentaban desde antes de la fundación de la nueva dinastía, asaltar las fronteras de los dominios chinos del norte. Por consiguiente, en este último escenario, se llevaron a cabo políticas de contención e intento de influencia diplomática con la familia reinante, los Āshǐnà (阿史那), mientras que los esfuerzos del estado se dirigían en torno a grandes proyectos de urbanismo, como el Gran Canal (大運河), o la persecución de un mandato firme e irresoluble a lo largo de todo el territorio sínico.
Cabe señalar por último, el intento de Yang Jian de crear un sistema equitativo de tierras, acompañado de un nuevo código legal, en el que se recogían cargas y penas ya existentes en los territorios del norte, además del criticado aumento de la carga punitiva sobre los culpables, erigiéndose como una de las reformas legislativas más severas.
Al mismo tiempo que trataba de dotar a su naciente dinastía de un organigrama estable tanto a nivel político, económico como judicial, Yang Jian era al mismo tiempo un personaje firmemente creyente, distinguiéndose del resto de emperadores y soberanos de dinastías precedentes, por su celebrada frugalidad y moral intachable, eximiéndose de las necesidades carnales (las fuentes indican sólo la presencia de dos concubinas). Consciente de su aura sacramental y su ejemplo a ojos del pueblo, mantuvo una rectitud moral incólume hasta su muerte, promocionando y apoyando activamente la construcción de nuevos santuarios y complejos budistas, lo que le valió para que las generaciones futuras, le reconociesen como el Emperador Culto (文帝).